# Fireflight

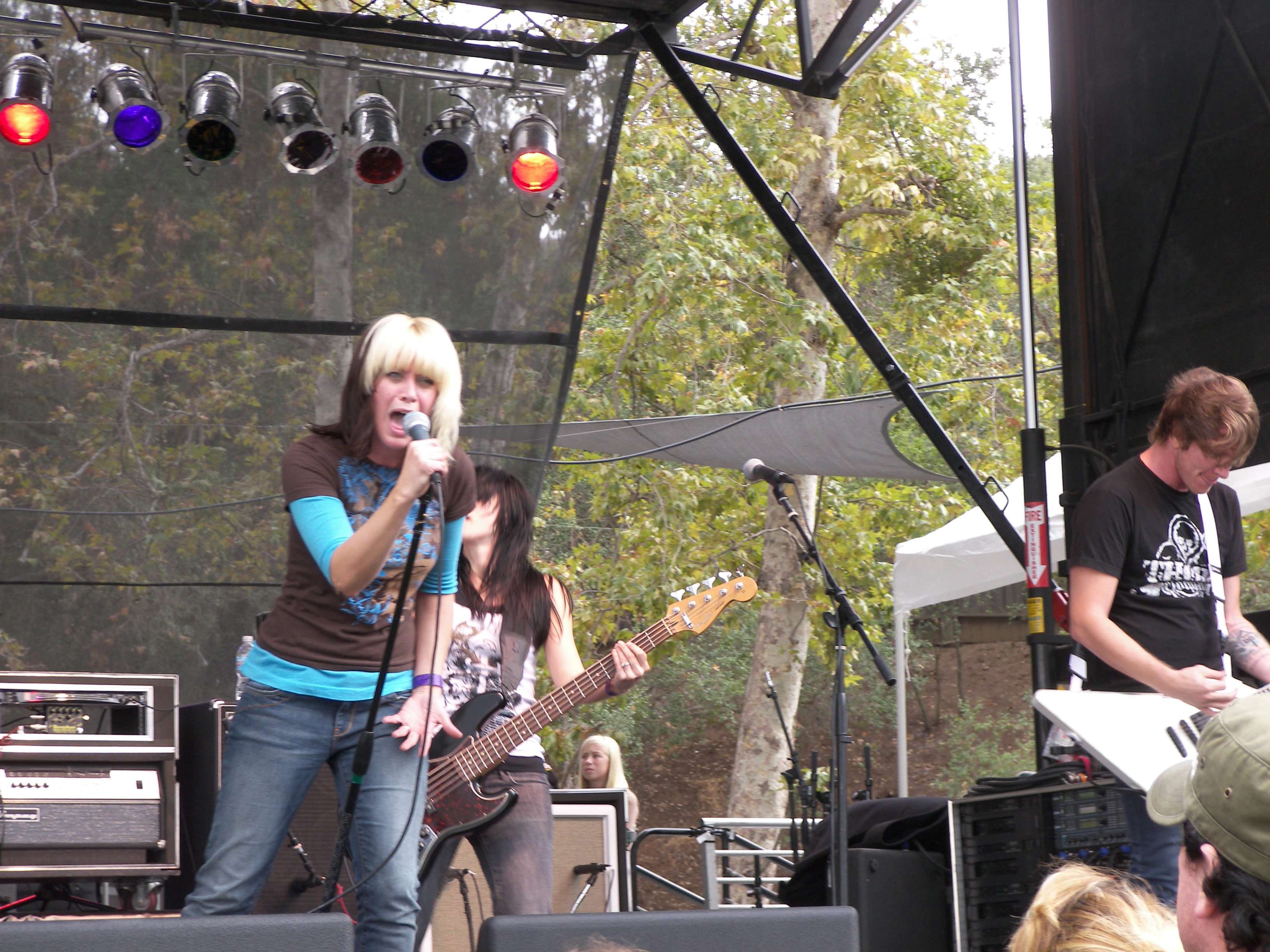
Fireflight 2007.

Fireflight är ett amerikanskt kristet rockband bildat 1999 i Eustis, Florida.  Bandet har skivkontrakt med Flicker Records. De har spelat på Shoutfest, Revelation Generation, och har varit med på The Scars Remain-turnén med Disciple, Family Force 5, och Decyfer Down. Medan de turnerade, skrev de sitt andra album, Unbreakable (2008), och släppte sin första singel "Unbreakable" från albumet. De uppträder på WinterJam 2010. 

## Historia

### Tidig historia
Gitarristerna Justin Cox och Glenn Drennen hade gått i skolan tillsammans. Glenn fick idén att starta ett band med Wendy (Glenns fru och basist) och Justin. De var då i behov av en sångare. Glenn och Wendy gick till Glenns yngre brors examen och hörde Dawn Michele (sångare) sjunga under gudstjänsten, de frågade henne om att sjunga i gruppen och det ville hon. Bandet letade därefter efter trummist, och genom en gemensam vän träffade de Phee Shorb som gick med på att spela trummor.
Namnet "Fireflight" föreslogs av Dawn Michele strax innan de gjorde ett litet framträdande i en kyrka. Namnet har dock ingen betydelse, enligt bandet i en intervju med Jesus Freak Hideout. 
De släppte albumet Glam-Rok 2002 utan skivbolag, som producerades av gitarristen Justin Cox.  De fortsatte med en 5-spårs EP On the Subject of Moving Forward 2004 innan de skrev skivkóntrakt med skivbolaget Flicker Records. 

### The Healing of Harms
Efter år av turneranden (det uppskattas att de har 140 spelningar varje år), släppte de 2006 sitt debutalbum The Healing of Harms med skivbolaget, tillsammans med de två toppsinglarna "You Decide" och "Waiting".  Albumet var en hit och nådde plats 37 på Billboard's Top Christian Albums-lista.  "You Decide", med Josh Brown från Day of Fire, var den mest populära låten på http://tvulive.com/ TVU music television] augusti 2006. Det var den näst mest spelade låten på kristna rockradiokanaler och nådde plats 27 på Billboard's Hot Christian Singel-lista 
Deras andra singel, "Waiting" nådde högsta placering på R&R och CRW Christian Rock-lista, och stannade där i 3 veckor under februari månad 2007. De släppte samtidigt låtarna "It's You", "Star of the Show" och "Attitude" till kristna radiokanaler.
Under ytterligare ett omfattande år av turnerande, upplevde bandet en känslomässig berg-och-dalbana medan de skrev albumet "Unbreakable". Wendy beskriver på deras MySpace hur stressigt och intensivt skrivandet var:

"Det kändes nästan som om saker var okontrollerbart, säger Dawn. "Vi hade som band gått igenom ett svårt år med mycket känslomässiga upp- och nedgångar. Vi i stort sett bodde tillsammans i en skåpbil medan vi skrev det nya albumet, och det var väldigt påfrestande. All stress blev förstorad för att man helt var ur din komfortzon, och det skruvade verkligen upp intensiteten i skrivandet. Vi lade all vår hopp, sorg, ilska, drömmar och rädsla i musiken. "

### Unbreakable
Fireflight debuterade delar av sin singel "Unbreakable" i reklam för den nya TV-serien Bionic Woman . "Unbreakable" är titellåten i deras senaste album från mars 2008.  Singeln nådde topplatsen för CRW och R&R's krisen rock-lista sju veckor efter sitt släpp . Bandets tredje topprocklåt var den mest spelade låten på kristna hit-radiokanaler under februari 2008. Den slutade 2008 som den 14:e mest spelade låten "Christian CHR"-radio enligt R&R magazine's "Christian CHR"-topplista.

### For Those Who Wait
Fireflight släppte ett nytt album med titeln "For Those Who Wait" den 9 februari 2010. Den största singeln är nummer 2: "Desperate". De filmade musikvideor för både "For Those Who Wait" och "Desperate".

## Medlemmar
Nuvarande medlemmar
- Dawn Michele – sång (1999– )
- Wendy Drennen – basgitarr, bakgrundssång (1999– )
- Glenn Drennen – rytmgitarr (1999– )

Tidigare medlemmar
- Phee Shorb – trummor (1999–2011)
- Justin Cox – sologitarr, keyboard, bakgrundssång (1999–2013)
- Adam McMillion – trummor (2011–2015)

## Diskografi

### Album
- 2002: Glam-rok – independent
- 2006: The Healing of Harms – Flicker Records – #37 Top Christian Albums, #48 Top Independent Albums[8]
- 2008: Unbreakable – Flicker Records – #10 Top Heatseekers[9]
- 2010: For Those Who Wait

### EP
- 2004: On The Subject of Moving Forward EP
- 2009: Unbroken And Unplugged

### Singlar
- "You Decide" (2006)
- "Waiting" (2006)
- "It's You" (2007)
- "Star of the Show" (2007)
- "Attitude" (2007)
- "Unbreakable" (2008)
- "Brand New Day" (2008)
- "The Hunger" (2008)
- "You Gave Me a Promise" (2008)
- "Stand Up" (2009)
- "Desperate" (2009)